# Cindy Sheehan

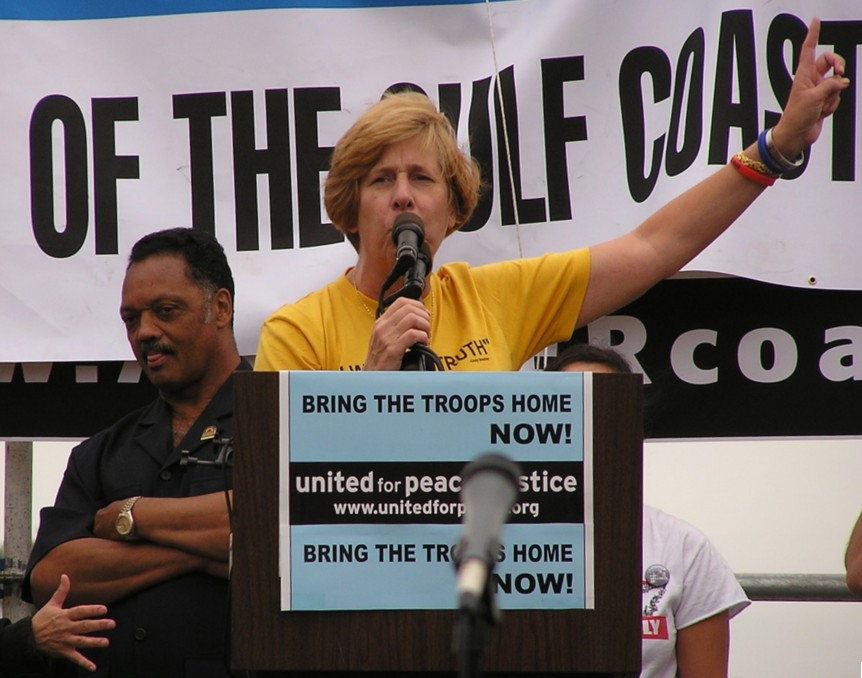
Cindy Sheehan (Mitte) bei einer Antikriegsdemonstration am 24. September 2004

Cindy Sheehan (* 10. Juli 1957) ist eine US-amerikanische Friedensaktivistin, die im August 2005 wegen ihrer Demonstration vor der Ranch von George W. Bush in Texas mediale Aufmerksamkeit bekam. Sie wird gelegentlich von den Medien als „Peace Mom“ bezeichnet.

## Politische Aktivitäten
Sie begleitete Präsident George Bush auf vielen seiner Auslandsreisen und kommentierte sein Handeln und seine politischen Beweggründe gegenüber örtlichen Medien. Sie wirft dem Präsidenten unter anderem vor, sich persönlich am Irak-Krieg bereichert zu haben.
Sie hat u. a. am 21. Juni 2006 vor der Votivkirche in Wien eine Rede gehalten, als Präsident Bush auf dem EU-Gipfel war.
Am 28. Dezember 2006 wurde sie wegen einer Straßenblockade vor der Ranch von George W. Bush verhaftet.
Ende Mai 2007 hat sie in einem Offenen Brief mitgeteilt, dass sie aus der Demokratischen Partei austreten und ihre Aktivitäten gegen den Krieg einstweilen einstellen wird. Sie zog sich vorläufig zurück.
2007 gab sie bekannt: „Schweren Herzens gebe ich meine Kandidatur gegen Nancy Pelosi (im 8. Bezirk von Kalifornien) bekannt.“
Erste Umfragen Anfang August 2007 zeigten, dass Sheehan nur mit 9 % der Stimmen im 8. Wahlbezirk von Kalifornien rechnen könnte und somit vor einer schweren Herausforderung stand. Nancy Pelosi, die 2006 in ihrem Heimatbezirk mit über 80 % wiedergewählt wurde, kam laut der Umfrage auf 66 %, während auf den noch unbekannten republikanischen Herausforderer 21 % der Stimmen entfielen. 4 % der Wähler waren unentschlossen. Während am 4. November 2008 Pelosi mit 72 % der Stimmen wiedergewählt wurde, erhielt Sheehan 17 %.
2007 erhielt sie den Thomas Merton Award für Frieden und soziale Gerechtigkeit.

## Hintergrund
Sheehan ist die Mutter des gefallenen Soldaten Casey Sheehan. Casey trat der U.S. Army im Jahre 2000 bei. Im Alter von 24 Jahren erneuerte er seinen Vertrag 2004. Wenige Wochen später, am Palmsonntag, dem 24. April 2004, wurde er im Kampf getötet. Dies war nur fünf Tage nach seiner Ankunft in Sadr City, Irak während der US-Besetzung des Irak. Casey war freiwillig bei der Rettungsmission dabei gewesen, bei der er und einige andere getötet wurden. Er erhielt posthum den Bronze Star sowie das Purple Heart. Die Familie war aktiv in der römisch-katholischen Kirche in Norwalk (Kalifornien) und später in Vacaville, wo Cindy Sheehan als Jugendreferentin bei der St.-Mary’s-Gemeinde arbeitete.